# Coutoubea reflexa
Coutoubea reflexa är en gentianaväxtart som beskrevs av George Bentham. Coutoubea reflexa ingår i släktet Coutoubea och familjen gentianaväxter. Inga underarter finns listade i Catalogue of Life.